# Comancheïta
La comancheïta és un mineral de la classe dels halurs. Rep el seu nom dels indis comanches, els primers miners dels jaciments de mercuri en el qual es troba aquest mineral.

## Característiques
La comancheïta és un halur de fórmula química  Hg²⁺₅₅N³⁻₂₄(NH₂‚OH)₄(Cl‚Br)₃₄. Cristal·litza en el sistema ortoròmbic, normalment de manera massiva. Rarament es troba formant cristalls aciculars allaragts en forma d'esprais. La seva duresa a l'escala de Mohs és 2.
Segons la classificació de Nickel-Strunz, la comancheïta pertany a «03.DD: Oxihalurs, hidroxihalurs i halurs amb doble enllaç, amb Hg» juntament amb els següents minerals: eglestonita, kadyrelita, poyarkovita, hanawaltita, terlinguaïta, pinchita, gianellaïta, mosesita, kleinita, tedhadleyita, vasilyevita, aurivilliusita, terlinguacreekita i kelyanita.

## Formació i jaciments
És un mineral secundari en dipòsits de mercuri oxidats. Sol trobar-se associada a altres minerals com: calcita, goethita, hematites o quars. Va ser descoberta l'any 1981 a la mina Mariposa, al districte de Terlingua (Texas, Estats Units). També se n'ha trobat a Mörsfeld (Kirchheimbolanden, Alemanya).